# Rollout
Rollout (vom englischen roll out für „herausrollen“ oder „ausrollen“) ist ein englischer Begriff, der so viel wie Einführung oder Markteinführung bedeutet. In mehreren Technikbereichen, vor allem im Flugzeugbau, ist der Begriff in den deutschen Sprachgebrauch übergegangen und hat dort eine leicht abgewandelte Bedeutung angenommen.
Unklarheit herrscht momentan noch über das grammatische Geschlecht. Sowohl der Rollout als auch das Rollout finden Verwendung.

## Flugzeugbau

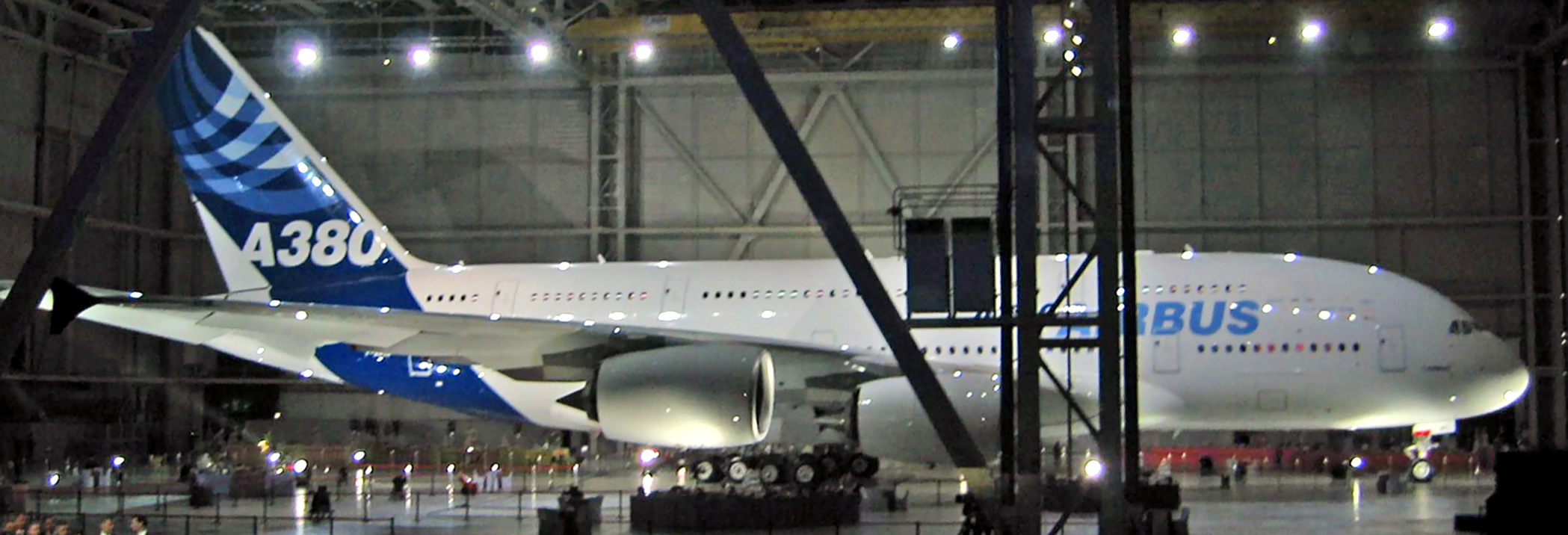
Airbus A380 beim Rollout 2005

Als Rollout bezeichnet man im Flugzeugbau das erstmalige Herausrollen eines neuen Flugzeuges aus seiner Baustätte, z. B. der Endmontagehalle eines Flugzeugherstellers. Dafür muss das Flugzeug vollständig montiert sein und auf seinem eigenen Fahrwerk stehen.
Beim ersten Prototyp eines neuen Flugzeugtyps wird die Fertigstellung oft mit einem Festakt mit Presse- und Medienpräsenz verbunden, bevor das Flugzeug in die Erprobung geht. Hierbei werden zuerst Rollversuche durchgeführt, denen nach dem Erstflug die Flugerprobung und schließlich die behördliche Zulassung des Flugzeugs folgt.

## Schiffbau

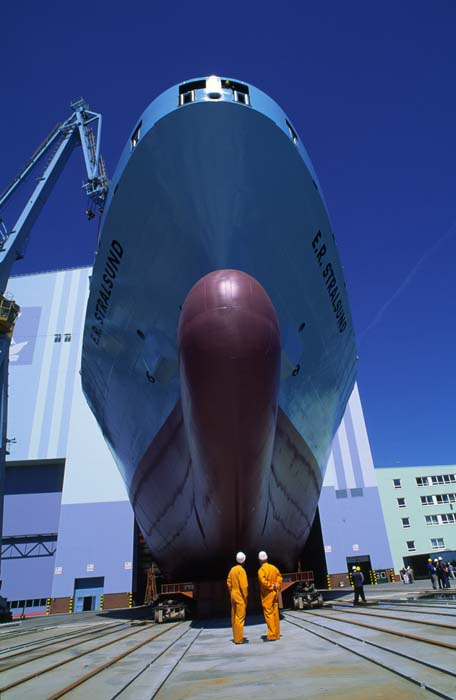
Rollout bei der Volkswerft Stralsund

Auch im Schiffbau wird der Begriff inzwischen verwendet, da Schiffe zunehmend in Schiffbauhallen gebaut werden. Das fertige Schiff wird auf Rädern aus der Halle gefahren und später zu Wasser gelassen.

## Motorsport
Die erste Präsentation eines Fahrzeugs wird auch Rollout genannt. Das kann eine Vorführung im Stand sein, ein erstes Testen oder ein erster Wettbewerbseinsatz.

## Software
Abgeleitet von der Verwendung in der Technik wird der Begriff Rollout auch in der Softwareverteilung verwendet. Dort bezeichnet er den Vorgang des Veröffentlichens und Verteilens von Softwareprodukten auf entsprechende Clients. Bei großen Unternehmen kann die Anzahl der Clients weit über 10.000 liegen. Hier wird das Softwareprodukt mit Hilfe einer Verteilsoftware auf die Clients verteilt. Hierzu muss die Software zunächst in das richtige Format gebracht werden. Dieser Vorgang wird Paketieren oder Paketierung genannt. Der Paketiervorgang ist abhängig von der verwendeten Verteilsoftware. Diese Art von Software-Rollout wird auch als Software-Distribution bezeichnet.
Im literarischen Englischen wird für das Verteilen von Software eigentlich das Verb deploy („verteilen“ oder „zum Einsatz bringen“) verwendet, weshalb „Rollout“ hier eine Mischung aus Slang und Scheinanglizismus darstellt.
Seit Web-Architekturen in der Softwareentwicklung dazu führen, dass Software wieder zentral betrieben (gehostet) wird und keine örtliche (lokale) Komponente mehr enthält (siehe auch Client-Server-Prinzip), wandelt sich der Rollout-Begriff. Er umfasst für jene Software-Architektur nicht mehr die Distribution, welche hier nicht mehr stattfindet, bzw. als ständiger Bestandteil der Anwendung bei jedem Online-Ablauf erfolgt. Stattdessen werden organisatorische Projekt-Themen als Rollout bezeichnet, welche folgende Elemente enthalten können: Informationsdistribution über Organisationseinheiten, Marketing, Software- und Prozess-Training, Monitoring und Reporting über den Rollout-Verlauf.

## Hardware-Rollout
Von Rollout wird auch beim Austausch sämtlicher Computerhardware bei einem Generationswechsel der Computer eines Unternehmens gesprochen.
Gerade im IT-Bereich veralten Systeme sehr schnell und können nicht mehr bedarfsgerecht eingesetzt werden. Dies liegt an der rasanten Entwicklung der IT-Industrie.
Der Austausch von Desktop-PCs, Druckern, Scannern, Laptops und anderer Hardware erfolgt beispielsweise alle drei Jahre (sog. Lebenszyklus, engl. „Lifecycle“). So sind auch in der Regel die Leasing-Zeiträume gestaffelt: Die Hardware für einen Rollout wird immer öfter von einem Unternehmen bei einer Leasingfirma finanziert. Auch das Einrichten großer Rollouts bzw. eine großflächige PC-Flotten-Erneuerung wird oft von der EDV großer Unternehmen nicht mehr selbst durchgeführt, sondern nur vorab mit aller Hardware und Software detail-spezifiziert und dann zur Durchführung an externe Dienstleister vergeben. Diese Rollouts dienen dann auch der Einführung neuer Technologien und beinhalten die dafür notwendigen Migrationsszenarien für die Datenübernahme von den Altsystemen (Beispiel: Einführung eines neuen Betriebssystems mit Wechsel von 32 Bit auf 64 Bit und gleichzeitiger Ablösung der Bürokommunikationssoftware und Änderung der Netzanbindung von ISDN auf DSL).
Der Rollout neuer Software-Versionen kann den Austausch alter Hardware erforderlich machen, z. B. weil der Betriebssystemhersteller die Gewährleistung befristet hat und die Software-Industrie Updates nur noch für das neue Betriebssystem unterstützt. Sobald das neue Betriebssystem eine andere Hardware voraussetzt, muss dann ein Hardware(teile)-Rollout dem Software-Rollout vorangehen.
Bei einem Hardware-Rollout sind Umgang und Umfang der Datensicherung im Vorfeld abzustimmen: Welche Programme sind aktuell installiert? Wo ist die Seriennummer? Wo werden die Daten gespeichert? Soll eine komplette Migration durchgeführt werden (alle Dateien, Einstellungen, Applikationen), oder soll die Migration nur bestimmte Dateitypen (z. B. Dokumente) umfassen?